# Liste der Saadier-Herrscher
Die Sultane der Saadier waren eine Herrscher-Dynastie im heutigen Marokko (1511–1659).

## Saadier in Marokko (1511–1610)
- 1511–1517: Muhammad I. al-Kaim
- 1517–1540: Ahmad al-Arudsch
- 1540–1557: Muhammad II. al-Schaich
- 1557–1574: Abdallah al-Galib
- 1574–1576: Muhammad III. al-Mutawakkil
- 1576–1578: Abdul Malik I.
- 1578–1603: Ahmad al-Mansur
- 1603–1610: Zaydan an-Nasr

1610 Teilung Marokkos

## Saadier in Fès (1610–1641)
- 1610–1613: Al-Mamun
- 1613–1623: Abdullah
- 1623–1626: Abd al-Malik II. (auch Herrscher in Marrakesch)
- 1626–1641: Ahmad ibn Zaydan

## Saadier in Marrakesch (1610–1641)
- 1610–1628: Zaydan an-Nasr (ab 1623 gemeinsame Herrschaft)
- 1623–1631: Abdul Malik II. (1623–26 auch Herrscher in Fès)
- 1631–1636: Al-Walid
- 1636–1641: Muhammad V. al-Aschgar

## Saadier in Marokko (1641–1659)
1641 Vereinigung von Fès und Marrakesch.
- 1641–1654: Mohammed V. al-Aschgar
- 1654–1659: Ahmad III. al-Abbas

Nach Wirren wird die Saadier-Dynastie durch die Alawiden abgelöst.